# Io sono tuo padre
Io sono tuo padre (Tirailleurs) è un film del 2022 diretto da Mathieu Vadepied.

## Trama
Nel pieno della prima guerra mondiale, il senegalese Bakary Diallo si arruola tra i tirailleurs sénégalais per seguire il figlio diciassette Thierno. Spediti sul fronte occidentale, i due pianificano di tornare in Senegal.
Alla fine della guerra però solamente Thierno ritorna in Senegal.

Nel 1920, i soldati francesi disseppelliscono le ossa di Bakary per portarle a Parigi, per rappresentare il Milite Ignoto, che riposa oggi, sotto l'Arco di Trionfo.

## Produzione
Le riprese si sono svolte in Francia dall'agosto all'ottobre 2021 prima di spostarsi in Senegal nel gennaio 2022.

## Promozione
Una prima clip del film è stata pubblicata su Youtube il 19 maggio 2022; il 22 novembre dello stesso anno è stato diffuso il trailer ufficiale.

## Distribuzione
Il film è stato presentato in anteprima mondiale il 18 maggio 2022 in occasione della 75ª edizione del Festival di Cannes in concorso nella sezione Un Certain Regard. È uscito nelle sale italiane il 24 agosto 2023.

## Riconoscimenti
- 2022 – Festival di Cannes
  - In concorso per Un Certain Regard